# Andrea Gylfadóttir
Andrea Gylfadóttir, auch Andrea Gylfa, ist eine isländische Sängerin, Songwriterin und Schauspielerin.
Andrea machte ihren Abschluss an der Gesangsschule von Reykjavík im Jahr 1987. Sie erhielt dabei die höchste Punktzahl, die dort jemals vergeben wurde.
Bereits 1986 war die isländische Öffentlichkeit auf sie aufmerksam geworden, als sie für das Album Leyndarmál der Popband Grafík als Leadsängerin anstelle des bekannten Sängers Helgi Björnsson verpflichtet wurde.
Seit 1988 ist Andrea Leadsängerin von Todmobile, einer Pop-/Rockband. Weitere Bands, mit denen sie aufgetreten ist, sind Vinir Dóra, Blúsmenn Andreu, Borgardætur und verschiedene Jazzorchester. Sie war an zahlreichen Musikalben in unterschiedlichen Genres beteiligt. 1997 trat sie in der Rolle der Evita im gleichnamigen Musical in der Isländischen Oper auf. 2010 hatte sie die musikalische Leitung des Musicals The Rocky Horror Show am Theater von Akureyri (Leikfélag Akureyrar) inne und spielte darin die Rolle der Columbia. Sie ist in den Kinofilmen Í takt við tímann von Ágúst Guðmundsson und Stella í framboði von Guðný Halldórsdóttir aufgetreten.